# Semester
Een semester, van het Latijn: sex, zes en mensis, maand, is een half leerjaar. Letterlijk is een semester dus zes maanden. Semester wordt vooral in het onderwijs gebruikt. De periode duurt in de praktijk daar minder dan zes maanden, doordat de zomervakantie niet mee telt. Andere gehanteerde perioden zijn het kwartaal of trimester en het tertaal of quadrimester.